# Nyamina
Nyamina és una població i comuna rural del cercle de Koulikoro a la regió de Koulikoro, a uns 120 km al nord-est de Bamako, a Mali i a 70 km de Koulikoro. La comuna està situada al nord del riu Níger (a la riba esquerra) i cobreix una àrea de 1.283 km² amb 47 poblacions i la capital anomenada també Nyamina. Al cens de 2009 la comuna consta amb una població de 35.548 habitants.
El 17 d'octubre de 1885 el capità Delanneau, comandant de Bamako, va signar un tractat amb el cap de Nyamina, que es va posar sota protectorat francès ; fins aleshores havia estat fidel a Ahmadu Tall de Ségou, i aquesta pèrdua va molestar a aquest darrer profundament fins al punt que va enviar al seu exèrcit a les proximitats de Kayes, però una revolta del cap de Kaarta el va obligar a dedicar-se a això. No obstant va prohibir (sota pena de mort) el comerç amb els francesos i el pas de caravanes pel seu territori, causant considerables pèrdues econòmiques.